# Jiří Holub (spisovatel)
Jiří Holub (* 14. dubna 1975 Žatec) je český spisovatel, cestovatel a průvodce. 1. ledna 2022 se stal kastelánem státního hradu a zámku Frýdlant.

## Životopis
Vystudoval Hotelovou školu a školu cestovního ruchu v Žatci. V průběhu studia začal pracovat na zámku Červená Lhota, tak se díky povinné praxi dostal k současné profesi kastelána. V roce 1999 se stal kastelánem na vodním hradě Švihov v západních Čechách, později pracoval na Karlštejně a zámku Humprecht v Českém ráji. V průběhu let 2004–2009 studoval na Literární akademii Josefa Škvoreckého, kde navštěvoval semináře Daniely Fischerové, Jiřího Dědečka, Ivony Březinové a Arnošta Goldflama. Jeho diplomová práce byla vydána v roce 2011 pod názvem Zádušní mše za hraběnku. Po ukončení studia pracoval jako kastelán na státním zámku Hrubý Rohozec, kde působil, psal a pracoval do konce roku 2021. Od 1.1.2022 je kastelánem státního hradu a zámku Frýdlant. V zimním období jezdí jako průvodce pro cestovní kancelář do Latinské Ameriky, Afriky a dalších destinací, které považuje za inspirativní.
Je jedním ze zakladatelů tvůrčí skupiny Hlava nehlava a spoluautorem několika úspěšných sborníků této skupiny. V almanachu Povídka roku 2006 publikoval svou vítěznou povídku Čas jít a čas jít domů. Ve stejném roce zvítězil s povídkou Ta Čtvrtá na Pražském festivalu spisovatelů a cenu za ni si odvezl i ze zlínského Literárního května.
V roce 2010 vydal u nakladatelství XYZ dětskou knihu Vzpoura strašidel, která se po třech měsících na trhu dočkala dotisku. Zajímavostí je, že všechny jeho texty byly dokončeny na zahraničních cestách – první kniha na Rapa Nui, druhá v Mexiku, třetí v Chile a poslední čtvrtá, která čeká na vydání, v Egyptě.

### Povídky
- Čas jít a čas jít domů (2006)
- Ta Čtvrtá (2006)
- Zuby nehty (Albatros, 2007) – povídky: Chi chi chi; Markéta byla rychlejší; Cedulka pro Jakuba; Návrat do tmy
- Tisíc jizev (Albatros, 2008) – povídka: Dohodnuto, dneska v noci
- Ruce vzhůru (Knižní klub, 2009) – povídka: Zprasená akce
- Noční můry nespí (XYZ, 2011) – povídka: Cop

### Knihy
- Kolik váží Matylda (Knižní klub, 2009, ilustrace Bára Buchalová)
- Vzpoura strašidel (XYZ, 2010, ilustrace Luděk Bárta)
- Zádušní mše za hraběnku (Knižní klub, 2011)
- Jak se zbavit Mstivý Soni (JaS nakladatelství, 2011, ilustrace Juraj Martiška)[4]
- Prostě na mě zapomněli (JaS nakladatelství, 2015)[5]
- Povesti a iné zvesti o hradoch a zámkoch / Vzbura strašidiel (2015, Perfekt, spoluautorství s Renátou Matúškovou)
- Slon v Polívce (JaS nakladatelství, 2022, ilustrace Juraj Martiška)